# Artur Jorge
Artur Jorge Braga Melo Teixeira (13. února 1946 Porto – 22. února 2024), známý jako Artur Jorge, byl portugalský fotbalista a fotbalový trenér.
Hrál na pozici útočníka. V dresu Benficy se 2× stal králem střelců portugalské ligy.
Jako trenér vyhrál s Portem roku 1987 Pohár mistrů. Vyhrál i portugalskou, francouzskou a saúdskoarabskou ligu a také asijský Pohár vítězů pohárů.

## Hráčská kariéra
Artur Jorge hrál za Porto, Coimbru, Benficu a Belenenses. V letech 1971 a 1972 se v dresu Benficy stal králem střelců portugalské ligy.
V reprezentaci hrál 16× a dal 1 gól.

## Trenérská kariéra
Artur Jorge trénoval řadu klubů v řadě zemí, např. FC Porto, Benficu a Paris Saint-Germain FC, a také reprezentace Portugalska, Švýcarska a Kamerunu.
Největším úspěchem je vítězství v PMEZ s Portem v roce 1987, když ve finále ve Vídni porazili Bayern 2:1.

## Úspěchy

### Hráč
Benfica Lisabon
- Primeira Liga: 1970–71, 1971–72, 1972–73, 1974–75
- Taça de Portugal: 1969–70, 1971–72

Individuální
- Král střelců portugalské ligy: 1970–71, 1971–72

### Trenér
FC Porto
- Pohár mistrů: 1986–1987
- Primeira Liga: 1984–85, 1985–86, 1989–90
- Supertaça Cândido de Oliveira: 1984, 1986, 1990
- Taça de Portugal: 1990–91

Paris Saint-Germain FC
- Ligue 1: 1993–1994
- Coupe de France: 1992–1993

Al-Hilal
- Saudi Professional League: 2001–2002
- Pohár vítězů pohárů AFC: 2001–2002

CSKA Moskva
- Ruský Superpohár: 2004